# Stichophthalma howqua
Espèce
Stichophthalma howqua est une espèce de grands papillons diurnes de la famille des Nymphalidae que l'on rencontre en Chine et au Vietnam.
Elle a été décrite par Westwood en 1851 sous le nom de Thaumantis howqua.

## Sous-espèces
- Stichophthtalma howqua howqua
- Stichophthalma howqua bowringi (Chun, 1929) - Hainan
- Stichophthalma howqua iapetus (Brooks, 1949) — Cochinchine  (Vietnam du Sud)
- Stichophthalma howqua tonkiniana (Fruhstorfer, 1901) — Tonkin (Vietnam du Nord)
- Stichophthalma howqua formosana (Fruhstorfer, 1908) — Taïwan
- Sthichophthalma howqua miyana (Fruhstorfer, 1913) - Canton
- Stichophthalma howqua suffusa (Leech, 1892) — Sétchouan, Fujian (Chine)